# 유타카촌 (나가노현 시모이나군)
유타카촌(豊村)은 나가노현 시모이나군에 설치되었던 촌이다. 현재의 아난정, 우루기촌에 해당한다.

## 역사
- 1889년 4월 1일 - 정촌제 시행으로, 와고촌, 우루기촌이 합쳐져 유타카촌(豊村)이 발족.
- 1948년 7월 1일 - 와고촌(和合村)과 우루기촌(売木村)으로 분리됨. 유타카촌 폐지.
- 1957년 7월 1일 - 와고촌이 오시모조촌·아사게촌과 합병하여 아난정(阿南町)이 발족.

[[분류:아난정